# ودهان سبها

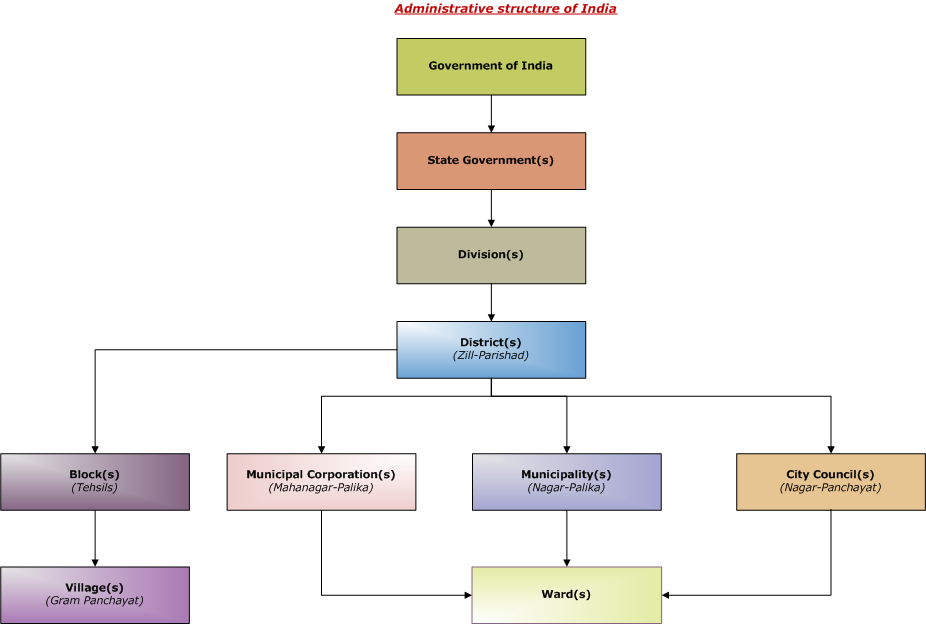
نمودار ارکان ودهان سبها

ودهان سبها (به انگلیسی: Vidhan Sabha) مجلس سفلا یا تک‌مجلس قوهٔ مقننه در هر یک ایالات هند است. از همین نام برای اشاره به مجالس سفلای دو قلمرو دهلی و پودوچری نیز استفاده می‌شود. هفت ایالت از ۲۹ ایالت هند، دومجلسی هستند. نام مجلس اعلا در این ایالات ودهان پریشد (به انگلیسی: Vidhan Parishad) است.